# Martí Vilà Garcia
Martí Vilà Garcia (nascut el 26 de maig de 1999) és un futbolista català que juga al FC Andorra. Principalment lateral esquerre, també pot jugar com a extrem esquerre.

## Carrera de club
Nascut a Berga, Catalunya, Vilà es va incorporar a La Masia del FC Barcelona el 2009, després d'haver passat al CE Manresa i al CE Berga. Va progressar a través de la configuració juvenil i va guanyar la UEFA Youth League 2017-18 amb el club, però després va ser alliberat el 2018.
El 10 de juliol de 2018, Vilà va fitxar pel CF Reus Deportiu de Segona Divisió, sent inicialment destinat al filial de Tercera Divisió. Va debutar com a sènior el 26 d'agost, començant com a titular en una derrota a casa per 1–2 contra el FC Vilafranca.
Vilà va debutar professionalment el 30 de setembre de 2018, entrant com a substitut de Fran Carbià a la primera part en una derrota per 0-2 fora de casa contra la UD Almeria. L'11 de juliol següent, va passar a un altre filial, el Deportivo Fabril també a la quarta categoria.

## Palmarès

### Club
FC Barcelona
- Lliga Juvenil de la UEFA: 2017–18[6]